# Girau do Ponciano

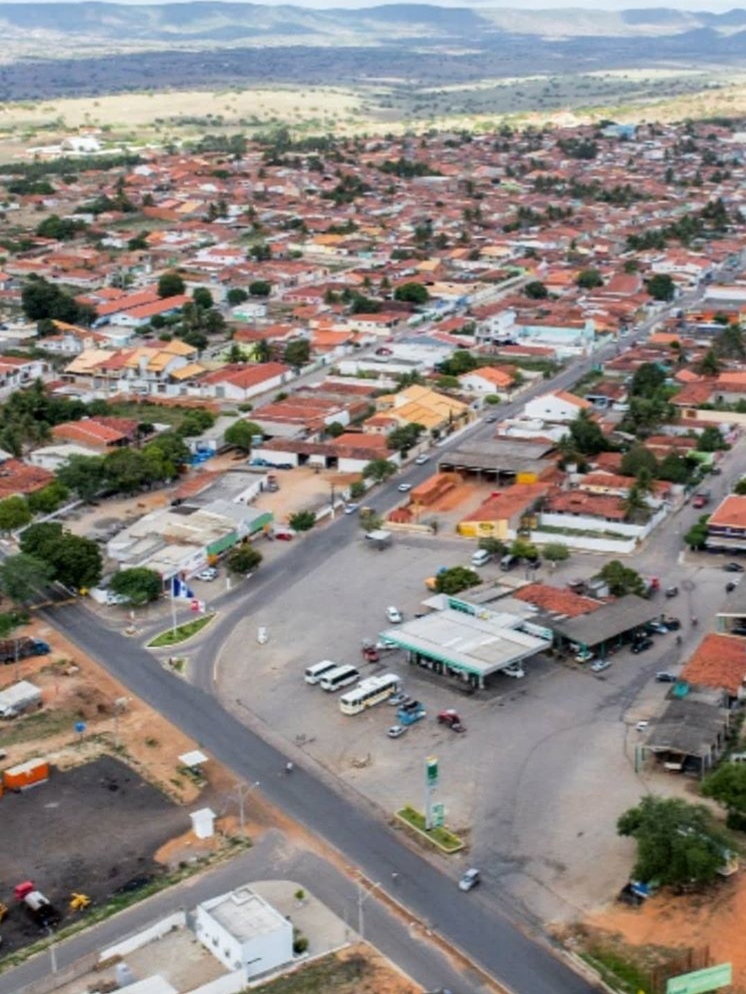
Sede do município de Girau do Ponciano-AL

Girau do Ponciano é um município brasileiro localizado no estado de Alagoas. Pertencente à Mesorregião do Agreste Alagoano e à Microrregião de Arapiraca, localiza-se a oeste da capital do estado, distante desta cerca de 159 quilômetros. Está a 1 367 quilômetros de Brasília, a capital federal, a 24,7 quilômetros da cidade de Arapiraca, a segunda maior cidade de Alagoas e a 28,1 quilômetros de Traipu, que fica às margens do Rio São Francisco. Sua área é de 504,3 km², sendo que 1,2970 km² estão em perímetro urbano.

## História
Girau do Ponciano, antigamente denominado Belo Horizonte e depois, Vila Ponciano, figurou como distrito do município de Traipu até a lei estadual Nº 2101 de 15 de julho de 1958 que elevou o distrito à categoria de município, instalado em 1º de janeiro de 1959.

### O início
A história de Girau do Ponciano, que no início era uma extensão territorial pertencente a Penedo, registra que o Povoado começou a partir das chegada de dois homens e uma mulher que implantaram uma fazenda e se dedicaram a lavoura, pouco tempo depois a mulher se mudou para Jequiá da Praia e um dos homens fixou-se em Tapagem de Porto da Folha (Porto da Folha era um dos nomes primitivo de Traipu) que também pertencia a Penedo, o outro de nome Ponciano Ferreira de Souza continuou na fazenda que o mesmo denominou de Belo Horizonte, devido a bela paisagem do local. Ponciano sobrevivia da lavoura e da caça que era abundante na região, construindo um girau de madeira as margens da lagoa onde colocava sua caça para proteger dos predadores. Com a chegada de Dona Aparecida Rodrigues, conhecida pelo apelido de Cidade Rodrigues, e, seus dois filhos, Manoel Rodrigues e Antônio Rodrigues, que implantaram uma nova propriedade, movimentado o local que logo passou a ser chamado de Vila Ponciano, levando o nome do seu primeiro habitante. Não demorou muito para o progresso chegar a vila. Com a emancipação de Porto da Folha (hoje Traipu), em 1892, a Vila Ponciano passou a pertencer àquele município. Com o desenvolvimento cada vez mais crescente na Vila Ponciano, em 1943 foi elevada a distrito e  despertou o interesse em alguns líderes pela sua emancipação, que, graças a luta incansável desses lideres: Filadelfo Firmino de Oliveira, Manoel Firmino de Oliveira, Amaro José Bezerra, Julio Bispo dos Santos, Pedro Lima de Oliveira, Manoel João Neto, Vicente Ramos da Silva, Luiz de Albuquerque Lima e Luiz Bispo dos Santos a Vila Ponciano foi emancipada por força da Lei Estadual 2102 de 15 de Julho de 1958 com o nome oficial de Girau do Ponciano sendo nomeado um prefeito no mesmo ano e em 1959 tendo sua sede instalada oficialmente.
```
Desmembramento e elevação:
```

Desmembrada de Penedo para Traipu em 1892
Em 1943 elevada a distrito
Em 15 de Julho de 1958 emancipada e elevada a cidade.

### A emancipação
O desenvolvimento cada vez maior fez com que alguns líderes locais iniciassem um movimento em prol da emancipação política da vila, o que veio a ocorrer em 1958. Dentre os líderes da independência, destacaram-se Filadelfo Firmino de Oliveira,  Manoel Firmino de Oliveira, Amaro José Bezerra, Júlio Bispo dos Santos, Pedro Lima de Oliveira, Manoel João Neto, Vicente Ramos da Silva, Luiz de Albuquerque Lima e Luiz Bispo dos Santos. Mesmo os moradores de Traipu não gostando da ideia emancipacionista, pois iriam perder um distrito que lhes trazia bons rendimentos, a vila acabou sendo elevada à categoria de Município autônomo com o nome de Girau do Ponciano, por meio da lei estadual nº 2.101, de 15 de julho de 1958. Desmembrando de Traipu, Girau foi instalado oficialmente de sede em 1959. Depois da emancipação, assumiram o governo municipal, em caráter provisório, dois prefeitos nomeados: José Pinheiro (1958-1959) e Manoel João Neto (1959-1962).
Na primeira eleição para prefeito, o povo escolheu Vicente Ramos da Silva, que governou de 1962 a 1966.    
Apesar da sede do Município ter sido instalada em 1° de janeiro, a comemoração, oficial de sua emancipação ocorre em 15 de julho, data da lei de criação.

### A passagem de Lampião pelo Município
Certo dia, por volta das 10:00 horas da manhã, no ano de 1938, Lampião chegou a Vila Ponciano, atual cidade de Girau do Ponciano. Na sua chegada, Lampião passou pela casa do senhor Manoel João Neto, o qual ele apelidou de Santinho, por ele ter pedido a Lampião para não incendiar duas lojas de tecidos, mas sim dar os produtos ao povo, pois Lampião veio à procura de dois comerciantes da localidade, os quais eram os donos dessas lojas (que conseguiram fugir às pressas). Após distribuir os tecidos ao povo, Lampião e seus cangaceiros estavam se preparando para partir, foi então que houve a chegada da Volante (que já vinha no encalço), assim houve um pequeno tiroteio, seguido da partida de Lampião e seus cangaceiros para destino ignorado. Segundo relatos dos moradores da época, um dos tiros efetuado pelos cangaceiros veio a atingir a cruz em frente à igreja matriz.

## Geografia
Localizado na Mesorregião do Agreste Alagoano e na Microrregião Geográfica de Arapiraca, o município de Girau do Ponciano limita-se ao norte com Jaramataia e Craíbas, ao sul com Campo Grande e Traipu, a leste com Craíbas e Lagoa da Canoa e a oeste com Traipu.

### Natureza[10]
Girau do Ponciano, Alagoas possui rico patrimônio natural. São exemplos os seguintes acidentes geográficos: Riacho Salgado, Lagoa Girau, Açude Salobro Grande e Serra das Cabaças. Também fazem parte desse patrimônio alguns minerais, dentre eles, a pedra calcária. Quanto à sua fauna original, o município apresenta tamanduás, veados, tatus e diversas espécies de aves.

### População
Em 2010, a população era de 36.600 pessoas. Já em 2021, segundo projeção do IBGE, a população seria de 41.549  habitantes, crescimento de aproximadamente 11,3% em relação aos números do último censo. No entanto, a população diminuiu para  36.102, segundo censo de 2022.  
| EVOLUÇÃO POPULACIONAL (IBGE) | EVOLUÇÃO POPULACIONAL (IBGE) |
| ANO                          | POPULAÇÃO                    |
| ---------------------------- | ---------------------------- |
| 2000                         | 29.574                       |
| 2010                         | 36.600                       |
| 2021                         | 41.549                       |
| 2022                         | 36.102                       |

### Educação
Em 2021, Girau é uma das poucas cidades alagoanas, se não a única, a ter escola de ensino médio na zona rural, a Escola José Enoque de Barros, nome do prefeito da cidade que construiu a unidade escolar. A escola foi, desde sua criação em 1986 até o ano de 2000, gerida pelo Município, até que passou para o controle do Estado de Alagoas. A Escola José Enoque de Barros tem servido já há muitos anos a estudantes de outros municípios, como Traipu, Lagoa da Canoa e Craíbas. Além disso, a cidade conta com um Centro de Educação Profissional (CEP), que garante aos jovens girauenses cursos e formações em várias áreas educativas.

### Saúde
Girau conta um Hospital Municipal, que leva o nome do ex-prefeito José Enoque de Barros, que construiu a unidade da década de 80. Possui quase 20 Unidades Básicas de Saúde (UBS) e em breve ganhará um Laboratório Municipal para realização de exames. A cidade ainda conta com equipes do NASF e do programa Melhor em Casa do Governo Federal. No ano 2020 Girau  se destacou como uma das cidades mais rápidas no combate a COVID-19 durante a pandemia que afetou o mundo, com a criação de um Hospital de Campanha, sendo a primeira cidade do interior de Alagoas a iniciar os trabalhos de prevenções ao vírus.

#### Saneamento básico
Segundo dados do Sistema Nacional de Informações sobre Saneamento  (SNIS), Girau do Ponciano, em 2006, possuía uma rede de abastecimento de água com extensão de 56,1 km. O município possuía uma das maiores redes entre os municípios do interior de Alagoas. Contudo, de janeiro de 2006 até dezembro de 2012, isto é, durante 7 anos, a rede manteve-se estagnada. Em verdade, nesse período, a expansão da rede de abastecimento tinha sido de apenas 30 metros. Ainda segundo o SNIS, de 2013 a 2016, ocorreu aumento de somente 2,26 km, e de 2017 a  2018, a rede cresceu na ordem de 2,88 km somente. 
| EXPANSÃO DA REDE DE ÁGUA - 2006 A 2018 (FONTE: SNIS) | EXPANSÃO DA REDE DE ÁGUA - 2006 A 2018 (FONTE: SNIS) | GESTÃO MUNICIPAL |
| ---------------------------------------------------- | ---------------------------------------------------- | ---------------- |
| Anterior a 2006                                      | Não há informação disponível                         | -                |
| 2006 a 2008                                          | 0,03 km                                              | David Barros     |
| 2009 a 2012                                          | 0,00 km                                              | David Barros     |
| 2013 a 2016                                          | 2,26 km                                              | Fábio Aurélio    |
| 2017 a 2018                                          | 2,88 km                                              | David Barros     |

A água que abastece a cidade vem do rio São Francisco por meio da Adutora do Agreste, localizada no Morro do Gaia, na cidade de São Brás. O serviço de abastecimento de água é prestado pela Companhia de Saneamento de Alagoas (CASAL), que firmou contrato de prestação do serviço com o Município, em 2012. Grande parte das áreas rurais ainda não recebem água tratada e a expansão da rede de abastecimento tem sido muito lenta. Em 12 anos (2006-2018), o aumento na rede foi de apenas 5,17 km, conforme dados do SNIS. Se comparado com outros municípios da região, esse número é muito baixo. O município de Craíbas, por exemplo, no mesmo período teve um aumentos de 118 km em sua rede. Outro exemplo é o município de Jaramataia, que mesmo tendo um território e uma população muito menores que os de Girau do Ponciano, expandiu sua rede de água em 47,3 km, no mesmo período. 
Apesar de alguns povoados da área rural possuírem rede de tubulação de água, parte desses povoados não têm recebido o fornecimento de água há anos, como é o caso do povoado Lagoa do Mel, por exemplo. Os povoados Desidério e Lagoa Grande dos Paulinos, apesar de terem a rede desde o início dos anos 2000, tiveram o fornecimento interrompido por cerca de uma década e somente no início de 2020 voltaram receber água da CASAL. Por causa dessa falta de fornecimento de água ou de fornecimento precário, muitos moradores precisam recorrer aos caminhões-pipa, ora pagando pela água ora recebendo água fornecida pelo governo. No rol dos povoados que mais sofrem com a falta de água, estão Assentamento Dom Élder Câmara (conhecido como 7 Casas), Balanças, Lagoa do Mel, Pitubas, Lagoa de Dentro, Salobro. Essa situação se torna de difícil solução, caso não haja ação governamental, porque na maior parte do município as tentativas de extração de água do subsolo não tem prosperado, devido sobretudo à salinidade da água subterrânea. Outro fator que dificulta a coleta de água é a pouca disponibilidade de recursos de que dispõe a população para investir em sistemas de captação, isso porque, conforme dados do IBGE (2016), Girau do Ponciano é um dos municípios alagoanos com as piores rendas, sendo o 3º, entre as 102 cidades, com pessoas com renda de, no máximo, meio salário mínimo.
Essa situação de desabastecimento ou irregularidade no fornecimento de água também ocorre nas áreas urbanas e vem se estendendo por anos. 
Quanto aos recursos públicos municipais destinados a ampliação ou melhoria da rede de abastecimento de água, percebe-se que foram muito poucos nos últimos anos. Para se ter uma ideia, em 2017, havia previsão orçamentária de investimento de R$ 231.084,61 apenas, e para piorar a situação o governo acabou anulando o crédito, resultando em investimento  nulo (R$ 0,00). Em 2018, a história não foi melhor já que a previsão de investimento foi ainda menor que o ano anterior, sendo de R$ 42.422,13 somente. E nesse ano também ocorreu a anulação do crédito e o investimento também foi nulo (R$ 0,00). Já os dados de 2019, até a data de 15/06/2020, não haviam sido disponibilizados, uma vez que o governo atrasou a entrega da prestação de contas ao Tribunal de Contas estadual.

### Reforma agrária
Girau foi beneficiado, nas últimas décadas, pelo Instituto Nacional de Colonização e Reforma Agrária (Incra), que instalou 525 famílias nos assentamentos Paraná, São Luís, Santa Isabel e Rendeira.

## Economia
A economia gira em torno da agricultura, da pecuária e do comércio. Predominam na agricultura as pequenas propriedades de lavouras de subsistência. São cultivados, sobretudo, o fumo, a mandioca, o feijão e o milho. Por outro lado, na pecuária, poucos proprietários de vastas extensões de terra dominam o ramo da criação de bovinos.

## Cultura e arte

#### Patrimônio cultural

##### Artesanato
Girau do Ponciano apresenta alguns dos mais belos trançados de palha de Alagoas, e os principais objetos feitos com essa matéria-prima são chapéus, bolsas, esteiras, vassouras e abanos.
Cultura do Barro
Louças e outros objetos e brinquedos feitos com barro.
Escultor
Ely Neto de Miranda
Esculpiu a estátua de Manoel João Neto, Ponciano e outras.
Música
Terra do músico acordeonista Marinho do Acordeon 

##### Comediantes
É a cidade onde nasceram os comediantes Gustavo e Gleison, donos do canal no YouTube Gustavo Paródias. Atualmente o canal de comédia possui mais de 6 milhões de inscritos.

##### Folclore
As principais manifestações folclóricas são o Guerreiro e quadrilhas juninas, Dança da Chegança, Carnaval de Rua e Bloco Lenda Viva.

##### Literatura
Girau do Ponciano possui diversos escritores entre seus cidadãos. Entre eles, pode-se destacar, alguns jovens. Um deles, e bastante notável, é J.S. Junior, o primeiro da cidade a publicar um livro de ficção. Com apenas 17 anos, Junior escreveu o livro “Chuck Stone, Volume 1 - No Frio da Guerra”, uma trama sobre espionagem e sobre a Guerra Fria. Ele também escreveu seu segundo livro em 2019, o e-book “Uma Vez Ferida” disponível no site de compras, Amazon. Outro que tem livro publicado (na Amazon) é o jornalista, advogado, ativista social e escritor Jacob Barros, com seu livro de cordel "A visita do canidato". Jacob Barros também é autor, dentre outras obras, do cordel "Minha gente de Girau" e do cordel "O sonho de Ponciano", que conta a história do município de forma lúdica e com imaginação, sendo uma verdadeira aula sobre a história local e uma homenagem ao fundador da cidade, às figuras marcadas na história girauense e à própria cidade e seus moradores. A cidade também tem como jovem escritor o professor Flávio Sobral, que tem diversos cordéis publicados e que tem buscado contar a história do munícipio por meios de seus cordéis. Outro que se destaca no cenário da literatura é José Paulo dos Santos, Paulinho da Julita, com uma revista em quadrinhos poncianinho, destratando a história e criando o desenho animado do garoto PONCIANO,  além do poeta, declamador e escritor girauense Henrique Douglas dos Santos Dias — o Poeta Douglas Dias —, membro efetivo da Academia Alagoana de Literatura de Cordel (AALC), ocupante da cadeira nº 35, cujo patrono é J. Borges. Escreve cordéis desde os 12 anos de idade e possui diversas obras publicadas, entre elas Zé Durico e a Tragédia da Fossa e Brasil: Gritos Silenciados, além de participações em antologias literárias.”

#### Religiosidade
Girau do Ponciano tem como sua padroeira Nossa Senhora da Conceição, cuja festa é celebrada de 29 de novembro a 8 de dezembro (feriado municipal).   
A primeira capela foi criada em 1930, sendo remodelada em 1973. Em 1986 tornou-se Paróquia, tendo como primeiro pároco Monsenhor Afrânio Pinheiro Bezerra, natural da cidade. Atualmente pertence ao vicariato de Traipu-AL e está sob jurisdição da Diocese de Penedo, com o bispo Dom Valdemir, e sobre o pastoreio do Pároco Pe. Murilo Santos, desde 28/11/2022.  
Além da celebração da padroeira, a comunidade católica Poncianense festeja São Sebastião (20 de janeiro), Santo Antônio (13 de junho), São João (24 de junho), São Pedro (29 de junho) e Nossa Senhora de Fátima (durante o mês de maio).

## Atualidade
Desde 2009, o Município possui uma secretaria voltada para a indústria e o comércio e busca montar um polo industrial, o que traria mais impostos para os cofres municipais e mais empregos para a população. Em agosto de 2009, o site de notícias Alagoas24Horas. Em 2012 a de olho no futuro a PROMORAR – Construtora e incorporadora, que sempre visou o desenvolvimento da cidade, no meio da construção civil e com apoios culturais e esportivos, sempre apoiou a cidade independente de prefeitura. A empresa Visando por um local, com melhores incentivos e apoio comercial expandiu seus negócios imobiliários em Girau do Porcino, próximo aos grandes centros como, Capital do nosso estado o Porto de Jaraguá a 158 Km, para o Porto D'antas de Aracaju a 165 Km e o Porto de Suape, 365Km no estado de Pernambuco, e, por fim, apenas 26 Km da cidade de Arapiraca, grande polo consumerista do interior do estado de Alagoas .  
Em 2019 foi inaugurada a sede da subestação de Energia elétrica, um item especial para atrair pequenas empresas para cidades emergentes na economia. A cidade está em boa localização e é cortada por 4 rodovias estaduais.  

## Hino
Girauense
Cante a felicidade
Salve o dia de sua liberdade
Neste dia você se elevou
E em cidade, Girau se transformou. 
Obrigado aos homens que lutaram
Até que um dia você se emancipou
Parabéns, grandes homens de ação
Para todos fica a nossa gratidão. 
Louvemos a nossa padroeira
Nossa mãe...
A virgem da Conceição
Pela paz, pela força, pelo amor
O progresso presente de norte a sul
Neste dia seus filhos se ufanam
Libertamos nossos laços de Traipu. 
Girau, nós lutamos por você
Para mostrar o seu valor
Cantemos felizes a sua glória
Demonstrando como é grande o nosso amor. 
Salve primeiro de janeiro
Dia lindo e libertador
Aqui o meu grito é bem mais forte
Em minha terra o progresso habitou.
Letra: Esmeralda Farias e Vanutério Almeida
Música: Antônio Basílio
Data: 30 de novembro de 1983